# 塔季揚娜·瑪麗亞
塔季揚娜·瑪麗亞（英語：Tatjana Maria，1987年8月8日—）出生于西德巴特绍尔高，是德國职业网球女运动员，於2005年轉為職業球手。她的WTA生涯最高雙打排名為第54（2016年6月6日）。

## 外部連結
- 塔季揚娜·瑪麗亞的国际女子网球协会官方資料（英文）
- 塔季揚娜·瑪麗亞的國際網球總會 職業／青少年 官方資料（英文）
- Fed Cup - Player profile - Tatjana Maria (GER) （页面存档备份，存于）